# Brucknerallee 186 (Mönchengladbach)

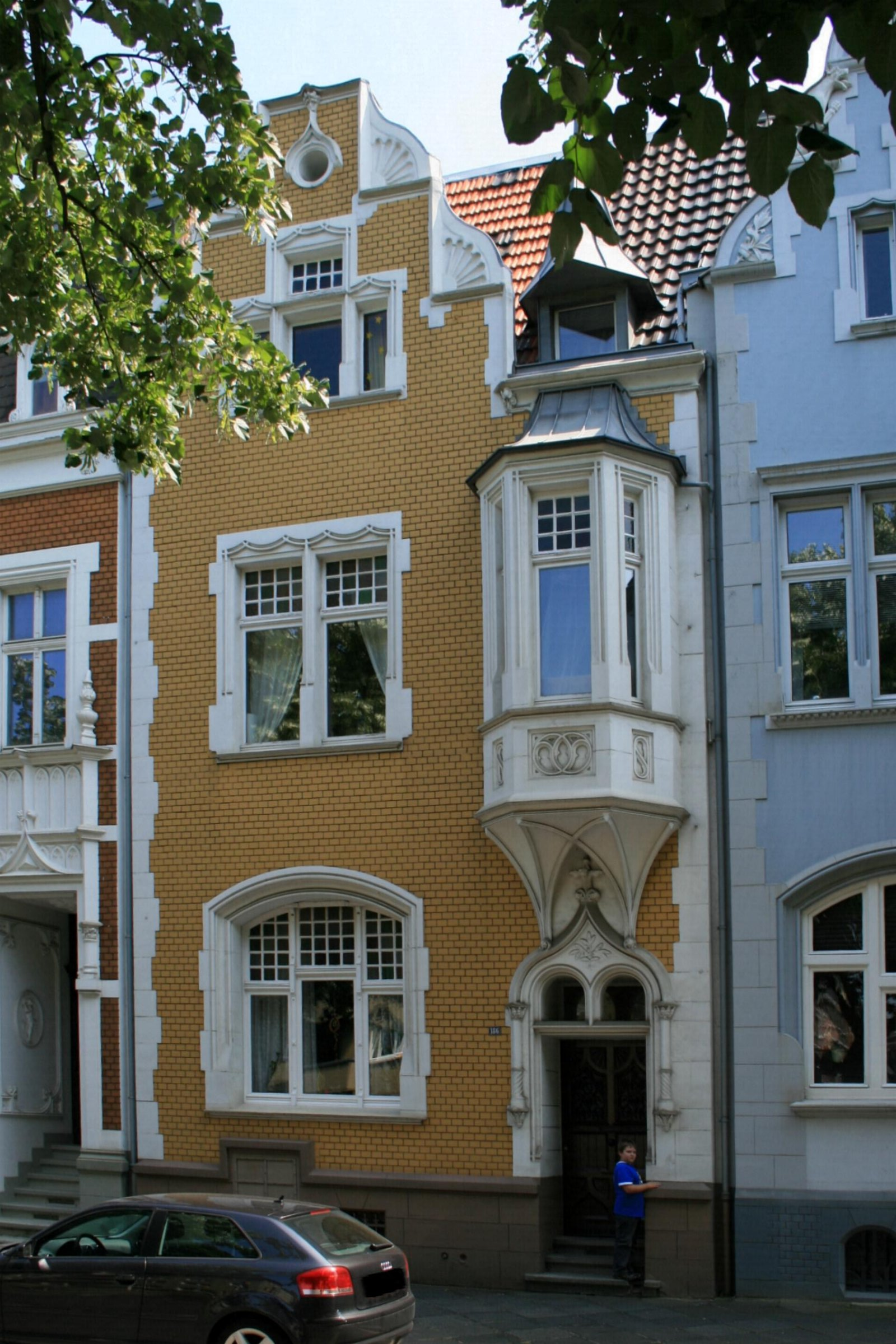
Wohnhaus (2010)

Das Wohnhaus Brucknerallee 186 steht im Stadtteil Grenzlandstadion in Mönchengladbach (Nordrhein-Westfalen).
Das Gebäude wurde 1899/1900 erbaut. Es ist unter Nr. B 110 am 2. März 1989 in die Denkmalliste der Stadt Mönchengladbach eingetragen worden.

## Architektur
Dieses bürgerliche Wohnhaus ist als rechter, abschließender Teil einer geschlossenen und außerordentlich gut erhaltenen Gruppe (Nr. 176–196) historischer Stadthäuser zu betrachten. Bei dieser Gruppe handelt es sich um das Kernstück der vor der Jahrhundertwende als Prachtstraße und als weitere Verbindungsachse zwischen Rheydt und Mönchengladbach angelegten Allee.
Bei dem Gebäude aus dem Jahre 1899/1900 handelt es sich um ein traufenständiges, zweigeschossiges und zweigeschossiges Wohnhaus mit ausgebautem Dachgeschoss.
Nicht nur aus stadtbaugeschichtlichen und architektonischen Gründen, sondern vor allen Dingen wegen des vollkommen originalen Zustandes, der einen umfassenden Eindruck von der Ausstattung historischer Häuser vermittelt, ist die Unterschutzstellung von öffentlichem Interesse.